# 1908 en Norvège
Chronologie de la Norvège
- 1904
- 1905
- 1906
- 1907
- 1908
- 1909
- 1910
- 1911
- 1912

Cet article présente les faits marquants de l'année 1908 en Norvège ou relatifs à la Norvège.

## Gouvernance
- Haakon VII est roi de Norvège.
- Jørgen Løvland dirige le gouvernement jusqu'au 19 mars, Gunnar Knudsen lui succède.

## Événements
- Le Prix Nobel de la paix est attribué à Klas Pontus Arnoldson et Fredrik Bajer.
- Knut Hamsun rencontre Marie Andersen[1].

## Sport
- La Norvège participe aux Jeux olympiques d'été de 1908 à Londres. 69 athlètes norvégiens ont participé aux compétitions dans aux sports. Ils y ont obtenu huit médailles : deux d'or, trois d'argent et trois de bronze.

## Naissances
- Naissance en Norvège en 1908

## Décès
- Décès en Norvège en 1908